# Vincas Ramutis Gudaitis
Vincas Ramutis Gudaitis (Romas Gudaitis; * 8. Dezember 1941 in Pielkava bei Marijampolė) ist ein litauischer Politiker und Schriftsteller.

## Leben
1965 schloss Gudaitis das Diplomstudium der litauischen Sprache und Literatur an der Universität Vilnius ab. 1965 arbeitete er in der Schule Rudnia bei Varėna. 1966 leistete er den Pflichtdienst bei der Sowjetarmee. 1967 arbeitete er in Naniškiai (Rajongemeinde Varėna). Von 1968 bis 1970 leitete Gudaitis als Redakteur die Kino-Zeitung „Ekrano naujienos“ in Vilnius. Von 1989 bis 1990 war er Mitglied im Obersten Rat der Sowjetunion und von 1990 bis 1992 im Seimas.
Gudaitis ist verheiratet und hat zwei Kinder.

## Auszeichnungen
- Preis des Kulturministeriums Litauens
- 2002: "Varpų"-Literaturpreis